# علامت شیطان
علامت شیطان (La marca del demonio) فیلمی ترسناک مکزیکی در سال ۲۰۲۰ به کارگردانی دیگو کوهن و توسط Corazón Films ساخته شده‌است. داستان حول یک کشیش متخصص و پسری، که در دوران کودکی خود توسط یک گروه مننیت رها شده‌است، می‌چرخد. زندگی افراد مجاهد هنگامی تغییر می‌کند که با خانواده کاواس ملاقات می‌کنند و با شیطان روبرو می‌شوند که دختر بزرگ‌تر آن‌ها را مورد آزار و اذیت قرار می‌دهد. در این فیلم ادواردو نوریگا به عنوان شخصیت اصلی فیلم بازی می‌کند .

## شخصیت‌ها
- ادواردو نوریگا در نقش توماس
- ایوووت ریشن به عنوان کارل نونی
- دیگو اسکالونا زاراگوزا در نقش کارل جوان
- لومی کاوازوس در نقش سسیلیا دو لا کوئوا
- صومعه نیکولسا اورتز به عنوان فرناندا دو لا کوئوا
- عمر فیررو در نقش لوئیس میراندا
- آرانتزا رویز به عنوان کامیلا دو لا کوئوا
- لورا ایتالیایی به عنوان اسپرانزا

در فیلم علامت شیطان نقش آفرینی کردند.